# 约瑟菲娜·夏洛特站
约瑟菲娜·夏洛特站（Joséphine-Charlotte）是布鲁塞尔地铁1号线的车站，位于比利时布鲁塞尔首都大区圣兰布雷赫茨-沃吕沃。

## 名称
该站位于以比利时公主约瑟菲娜·夏洛特命名的约瑟菲娜·夏洛特广场（Square Joséphine-Charlotte/Joséphine-Charlottesquare）下方，因而得名。